# PMFC Stadion
Le PMFC Stadion est le deuxième stade de football de la ville hongroise de Pécs, dans le comitat de Baranya en Transdanubie méridionale. Construit en 1955 puis rénové en 2008, il a jadis disposé d'une capacité allant de 10 000 à 15 000 places mais n'en possède depuis sa rénovation que 7 000. Il se place ainsi derrière l'autre grand stade de la ville, le PVSK Stadion. Il accueille les rencontres du Pécsi Mecsek FC, une équipe évoluant dans le championnat de Hongrie de football. 
Il est surnommé Újmecsekaljai Stadion, "Stade des Contreforts du Mecsek" du fait de sa position géographique. 

## Histoire
Le PMFC Stadion est inauguré en 1955 mais n'est rénové une première fois qu'en 2002 avant une rencontre amicale entre la Hongrie et la Croatie. Des nouveaux vestiaires sont installés, les tribunes sont modernisées et un espace VIP est mis en place pour un coût de 40 millions de forints. Une nouvelle modernisation est effectuée en 2008.
Dans le cadre du nouveau programme de rénovation de stades annoncé en 2013, la ville de Pécs bénéficiera d'un milliard de forints pour la modernisation du PMFC Stadion ou même pour la construction d'une nouvelle enceinte. 

## Configuration
Le stade se divise de la manière suivante : 
- Tribune nord : 3000 places
  - Secteur A
  - Secteur B
  - Secteur C
  - Secteur D
  - Secteur E
  - Secteur F

- Tribune ouest : 2000 places debout

- Tribune sud : 1000 places assises
  - Secteur H
  - Secteur I
  - Secteur J
  - Secteur K
  - Secteur L

- Tribune est : 1000 places debout

## Rencontres internationales
| Date       | Équipe locale | Score | Équipe visiteuse | Compétition | Affluence |
| ---------- | ------------- | ----- | ---------------- | ----------- | --------- |
| 8 mai 2002 | Hongrie       | 0 – 2 | Croatie          | Amical      | 10 000    |

## Emplacement et accès
Le stade se trouve derrière le dortoir Szántó de l'Université de Pécs, dans les Contreforts du Mecsek (Újmecsekalja), dans le quartier d'Alsómakár, à environ 3 kilomètres du centre-ville. 
Il est accessible en voiture par la route principale 6 en tournant sur Szántó Kovács János utca. D'autre part, le stade et ses environs sont desservis par plusieurs lignes de bus : 
- Lignes 1, 2, 4 et 20 depuis la gare ferroviaire et la gare routière jusqu'à l'arrêt Mecsek Áruház.
- Ligne 21 jusqu'à l'arrêt Szántó Kovács János utca.
- Ligne 27 jusqu'à l'arrêt Szigeti út.